# 6646 Churanta
6646 Churanta è un asteroide della fascia principale. Scoperto nel 1991, presenta un'orbita caratterizzata da un semiasse maggiore pari a 1,9249070 UA e da un'eccentricità di 0,1003920, inclinata di 17,58819° rispetto all'eclittica.